# Pastora Galván
Pastora Galván de los Reyes (Sevilla, 1980) es una bailaora de flamenco española.

## Carrera
Hija de José Galván, y hermana de Israel Galván, cursó la carrera de Danza Española en el Conservatorio de Sevilla entre 1990 y 1998, periodo en el que ya comienza a realizar sus primeros trabajos profesionales. En 1995 y 1996 viaja a Estados Unidos con la Compañía de Teatro Flamenco de San Francisco. Al año siguiente, imparte cursillos en la Universidad de Standford, actúa en Francia con la Compañía de Israel Galván, en el tablao ‘El Cordobés’ de Barcelona y en otros escenarios junto a artistas como Eva La Yerbabuena, Fernando Terremoto, La Susi... También es contratada en el tablao ‘Los Gallos’ de Sevilla por un periodo de dos años.
En la Bienal de Flamenco de Sevilla de 1998 participa en Mira / Los zapatos rojos, de Israel Galván, haciendo representaciones en Londres y Perú; también es contratada por la coreógrafa María Pagés para el espectáculo La Tirana. En la siguiente Bienal de Flamenco de Sevilla participa en La Metamorfosis, de Israel Galván. Posteriormente, baila en Portugal, se desplaza a Japón donde participa en distintos espectáculos y actúa en ciudades francesas como París, Mont de Marsan y Biarritz. Los trabajos como solista se suceden a lo largo de 2001 en diversas ciudades europeas.
En la Bienal de 2002 trabaja en Galvánicas, de Israel Galván, junto a Gerardo Núñez. Graba el audiovisual La noche flamenca, editado en DVD bajo la dirección de José Galván. Ese mismo año actúa como solista en el Festival de Montellano, en Finlandia y en Béziers (Francia).
Ya en 2003, actúa en el ciclo ‘Flamenco viene del sur’ en el Teatro Central de Sevilla y en el Teatro Alhambra de Granada. En mayo de ese mismo año es requerida por Shōji Kojima para bailar en Japón, con el acompañamiento de Duquende y Chicuelo. A lo largo de la temporada trabaja en Los Ángeles, San Francisco y en el tablao madrileño de Las Carboneras como artista invitada.
Comienza el año 2004 actuando de nuevo en Japón y preparando junto a Israel Galván el espectáculo Dos Hermanos, programado en el Festival de Alburquerque (EE. UU.), en el Festival de Argelés-Sur-Mer y en el Segundo Seminario Flamenco de La Habana, donde también imparte cursos. En la Bienal de Flamenco de Sevilla de este año participa también en un par de espectáculos, junto a figuras como Chano Lobato. Actúa en el Festival de Monterrey (México) junto a Joaquín Grilo, con quien trabaja frecuentemente en la actualidad. También le llama el Niño de Pura para algunas actuaciones.
En 2005 realizó el espectáculo La Diosa Blanca, integrado exclusivamente por mujeres (al cante, al baile y al toque), compartiendo escenario con Carmen Linares, con la que vuelve a coincidir a final de este año en el encuentro Las mujeres en el flamenco. Colabora con el guitarrista Pedro Sierra. No para de impartir cursos en Estados Unidos, México, Grecia, Francia…Pasa por el prestigioso festival granaíno del Corral del Carbón y por el festival 'Flamenco in the Sun' de Miami. Actúa en Rótterdam, Ámsterdam, Amberes y La Haya.
En 2006 arranca con doce actuaciones por toda Andalucía dentro del ciclo 'El flamenco es joven' de la Fundación El Monte; escapadas a Omán o Ceret (Francia); colaboraciones con Joaquín Grilo (en París), Arcángel o Jose Luís Rodríguez; festivales flamencos como los de San Pedro del Pinatar y Ojén; cursos en París y Lublin (Polonia); y su primera presentación en el Festival de Jerez. Sin dejar atrás lo que será el mayor reto, hasta el momento, de su carrera: la presentación el 16 de septiembre en la XIV Bienal de Flamenco de Sevilla, como absoluta protagonista de baile, del espectáculo La Francesa, con dirección coreográfica de Israel Galván y dirección artística de Pedro G. Romero.
En 2007 comienza el año participando como invitada en el espectáculoLos grandes de Antonio Canales, por varios teatros del territorio nacional.
Durante este mismo año Pastora ha llevadoLa Francesa a escenas tan importantes como el Teatro Gran Vía de Madrid, bajo el marco del Festival Andalucía Flamenca organizado por La Agencia para el Desarrollo del Flamenco de la Junta de Andalucía, a la sala La Compañía de Jerez en el prestigioso Festival Flamenco de esta ciudad, y a festivales internacionales de danza como el de Montpellier (Francia) y el de Granada.
Sus últimas colaboraciones en la obra Zambra 5.1 del cantaor onubense Arcángel, la han llevado al Teatro de la Maestranza en Sevilla y a la Bienal Málaga en Flamenco. En esta última, también ha participado en la obra Tres Mujeres junto con Argentina y Carmen Grilo.
En 2008 presenta su espectáculo La Francesa a la sevillana sala Joaquín Turina y dejando boquiabierto a todo los que allí se encontraban, y por otro, participando en la obra hecha para el Flamenco Festival USA, junto a artistas de la talla de Carmen Linares, Miguel Poveda y Juan Carlos Romero, titulada Cuatro Esquinas.
También ha cruzado fronteras con su espectáculo Cuadro Flamenco llegando al Spring Festival celebrado en El Cairo y Beirut, y actualmente participa, junto al gran bailaor jerezano Joaquín Grilo, en el último espectáculo del pianista lebrijano David Peña Dorantes.
En 2019 presenta "Máquina de Bulerías" junto con José Valencia en el Fundación Cajasol en Sevilla, con una coreografía de Israel Galván.
Su último espectáculo junto a  José Maya de título RIZOMA fue presentado en septiembre de 2021 en el Teatro Pavón donde trabaja con artistas de la talla de El Pele o Angelita Montoya. Con este espectáculo de raíz realiza gira por España, Francia y Estados Unidos.
Actualmente está trabajando en su próximo espectáculo junto a María Marín que será presentado el 27 de septiembre en el Teatro Lope de Vega de Sevilla dentro de la programación de la Bienal de Sevilla XXII.